# The European Conservative
The European Conservative (TEC) ist ein Magazin in englischer Sprache, das gedruckt und online erscheint. Sitz der Verlagsgesellschaft ist Budapest. Das Magazin hat sein Redaktionsbüro in Wien und unterhält weitere Büros in Brüssel und Rom. Die gedruckte Zeitschrift erscheint vierteljährlich. Chefredakteur ist Alvino-Mario Fantini. Die Zeitschrift wurde von einer ungarischen staatsnahen Stiftung mit-finanziert. Nach Angaben von Politico sagte er, TEC solle eine „führende Plattform der Rechten nicht nur in Europa, sondern in der Welt“ werden. Nach eigenen Angaben veröffentlicht sie „Artikel, Essays, Interviews und Rezensionen über verschiedene Arten von konservativem, traditionalistischem, reaktionärem und rechtem Gedankengut in Europa und der ganzen Welt“.

## Geschichte
Die Zeitschrift begann ursprünglich 2008 als informeller vierseitiger Newsletter von Publizisten und Wissenschaftlern, die mit dem Center for European Renewal (CER) in Den Haag, heute Amsterdam, verbunden waren. Zu den Gründern des CER gehörten der deutsche Publizist Caspar von Schrenck-Notzing, der polnische Historiker und Philosoph Miłowit Kuniński und der britische politische Philosoph Roger Scruton. Das CER organisierte regelmäßige Vanenburg Konferenzen, benannt nach dem Ort Vanenburg, wo 2006 die erste Konferenz stattfand. Ein führender Mitarbeiter war lange der Rechtsphilosoph Andreas Kinneging von der Universität Leiden.
2012 übernahm der CER-Mitgründer Fantini die Publikation, baute sie aus und modernisierte sie. Seit 2019 wird das Magazin The European Conservative von der European Conservative Nonprofit Ltd. in Zusammenarbeit mit der Forschungseinrichtung CEDI/EDIC in Wien, dem italienischen rechtskonservativen Thinktank Nazione Futura in Rom und der Bibliothek des Konservatismus in Berlin herausgegeben.
Aktueller Chefredakteur ist der italienischstämmige Journalist Alvino-Mario Fantini in Wien, der zuvor auch für The American Spectator, Crisis, The New Criterion, Far Eastern Economic Review, Catholic World Report, The American Conservative, Newsweek und das Wall Street Journal Europe geschrieben hat. Er ist regelmäßiger Gastredner bei Veranstaltungen von verschiedenen christlich-konservativen und libertären Organisationen wie ADF International, Austrian Economics Center in Wien, De Nicola Center for Ethics and Culture an der amerikanischen University of Notre Dame, ID Gruppe im Europaparlament, National-Conservatism-Konferenzen und Conservative Political Action Conference (CPAC). Bei der CPAC im Mai 2022 sagte Fantini: "Die Linke hat seit Jahren vor einer großen rechten Verschwörung gewarnt, wir geben ihr jetzt, was sie will.
The European Conservative hat gelegentlich Konferenzen (mit-)organisiert, in Brüssel, in Budapest und in Rom.

## Autoren
Die Zeitschrift veröffentlichte Artikel von Theodore Dalrymple (Anthony Daniels), dem französischen Philosophen Rémi Brague, dem polnischen Philosophen und PiS-Politiker Ryszard Legutko, der französischen Philosophin Chantal Delsol, dem irischen Journalisten Mark Dooley, dem amerikanischen Diplomaten Todd Huizinga, dem Autor Charles Coulombe, dem amerikanischen Stiftungsmanager Ed Feulner (Heritage Foundation), dem deutschen Journalisten und Junge Freiheit-Chefredakteur Dieter Stein, dem ehemaligen FAZ-Auslandskorrespondenten Karl-Peter Schwarz und dem belgischen Althistoriker David Engels.
Zudem veröffentlichte die Zeitschrift zahlreiche Interviews mit Intellektuellen und Politikern aus Europa, darunter Viktor Orbán, Marion Maréchal und Rocco Buttiglione.

## Kontroversen
Im Sommer 2022 entfernte die britische Buchhandelskette WHSmith den ‘‘European Conservative‘‘ aus ihren Regalen, nachdem zwei Kunden sich über ein Orbán-Interview und eine LGBT-kritische Karikatur in der Zeitschrift beschwert hatten. Der Vorfall wurde in konservativen und rechten Medien in mehreren Ländern thematisiert. WHSmith hat später die Zeitschrift wieder ins Sortiment genommen.

## Verbindungen und Finanzierung
Die Verbindungen der Zeitschrift mit regierungsnahen ungarischen Organisationen waren mehrfach Thema kritischer Medienartikel. Nach Angaben von Politico hat The European Conservative 2021 eine Vereinbarung mit dem Mathias Corvinus Collegium Budapest geschlossen und ist seitdem an der Adresse des MCC registriert, zugleich konnte die Zeitschrift ihr Brüssel-Büro eröffnen.
The European Conservative hat nach ungarischen Medienangaben eine Finanzierung in Höhe mehrere Millionen Euro von der konservativen Batthyány Lajos Foundation (BLA) erhalten, die 1991 gegründet wurde und als regierungsnah gilt. Die BLA ihrerseits erhielt hohe Zuwendungen vom ungarischen Staat.

## Beitrag zur Aufdeckung von Spionagefall im Europaparlament
Im April 2023 war The European Conservative das erste Medium, das explizit Kritik am Mitarbeiter Jian G. des Europaabgeordneten Maximilian Krah (AfD) wegen undurchsichtiger China-Verbindungen veröffentlichte. Im April 2024 wurde G. wegen Verdachts auf Spionagetätigkeit für China festgenommen. Die frühen Enthüllungen des The European Conservative wurden in verschiedenen Medien international erwähnt, etwa in der New York Times, The Times (London), France24, Frankfurter Allgemeine Zeitung, Die Welt. TECs Chefredakteur Fantini wurde zitiert mit den Worten: „Wir wurden bestätigt“.